# Armadillo solumcolus
Armadillo solumcolus är en kräftdjursart som beskrevs av Schultz 1982. Armadillo solumcolus ingår i släktet Armadillo och familjen Armadillidae. Inga underarter finns listade i Catalogue of Life.